# Max Lorenz (cantante)

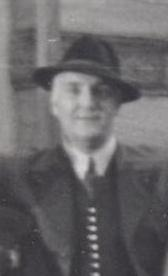
Max Lorenz, Bayreuth, agosto 1941

Max Lorenz, pseudonimo di Max Sülzenfuß (Düsseldorf, 10 maggio 1901 – Salisburgo, 11 gennaio 1975), è stato un tenore tedesco, specializzato in ruoli di tenore eroico wagneriani.

## Biografia
Debuttò nel 1926 alla Semperoper di Dresda, e approdò al Festival di Bayreuth nel 1930. Dal 1931 al 1934 si esibì alla Metropolitan Opera di New York e alla Staatsoper di Vienna. Durante il regime nazista recitò nel piccolo ruolo di un cantante d'opera Altes Herz wird wieder jung (1943).
Raggiunse il successo come interprete di ruoli wagneriani quali in particolare Tristano, Sigfrido e Walther, ma fu anche apprezzato come Otello, Bacco ed Erode. Inoltre fu anche il primo interprete di opere di compositori contemporanei come Der Prozess di Gottfried von Einem (1953), Penelope di Rolf Liebermann (1954) Das Bergwerk zu Falun di Rudolf Wagner-Régeny (1961).

## Repertorio
- Ludwig van Beethoven
  - Fidelio (Florestano)
- Alban Berg
  - Wozzeck (Tamburomaggiore)
- Georges Bizet
  - Carmen (Don José)
- Pëtr Il'ič Čajkovskij
  - La dama di picche (Hermann)
- Eugen d'Albert
  - Tiefland (Pedro)
- Modest Petrovič Musorgskij
  - Boris Godunov (Grigorij)
- Jacques Offenbach
  - Orfeo all'inferno (Orfeo)
- Hans Pfitzner
  - Palestrina (Palestrina)
- Giacomo Puccini
  - Manon Lescaut (Des Grieux)
- Richard Strauss
  - Salomè (Erode)
  - Elettra (Egisto)
  - Arianna a Nasso (Tenore/Bacco)
  - Elena egizia (Menelao)
- Giuseppe Verdi
  - Un ballo in maschera (Riccardo)
  - La forza del destino (Don Alvaro)
  - Aida (Radamès)
  - Otello (Otello)
- Richard Wagner
  - Rienzi, l'ultimo dei tribuni (Rienzi)
  - L'olandese volante (Erik)
  - Tannhäuser (Tannhäuser)
  - Lohengrin (Lohengrin)
  - L'oro del Reno (Loge)
  - La Valchiria (Sigismondo)
  - Sigfrido (Sigfrido)
  - Il crepuscolo degli dei (Sigfrido)
  - Tristano e Isotta (Tristano)
  - I maestri cantori di Norimberga (Walther von Stolzing)
  - Parsifal (Parsifal)
- Carl Maria von Weber
  - Il franco cacciatore (Max)